# Tunesië op de Olympische Spelen

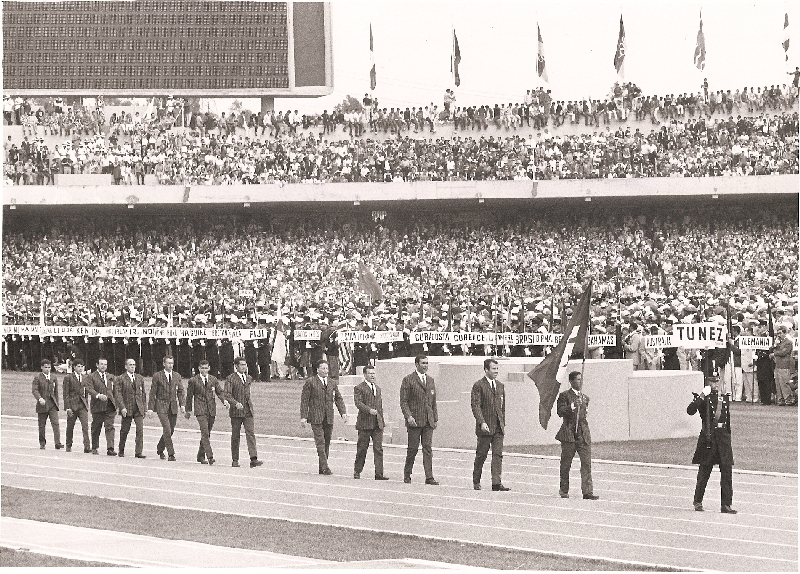
Tunesische delegatie van 1968

Tunesië is een van de landen die deelneemt aan de Olympische Spelen. Tunesië debuteerde op de Zomerspelen van 1960. Het heeft nog nooit deelgenomen aan de Winterspelen.
Parijs 2024 was voor Tunesië de zestiende deelname aan de Zomerspelen.

## Medailles en deelnames
Er werden vijftien medailles gewonnen. Deze werden in zes olympische sporten behaald, atletiek (5), zwemmen (4), boksen (2), taekwondo (2), schermen en worstelen. De eerste gouden medaille werd in 1968 gewonnen door de atleet Mohammed Gammoudi op de 5000 meter. In 1964 won hij zilver op de 10.000 meter, waar hij in 1968 brons aan toevoegde. In 1972 won hij zijn vierde olympische medaille door tweede te worden op de 5000 meter. De tweede gouden medaille werd veertig jaar na de eerste gewonnen, in 2008 won zwemmer Oussama Mellouli de 1500 meter vrije slag, in 2012 veroverde hij ook brons op deze afstand en de gouden medaille op de 10 kilometer openwaterzwemmen. Hiermee is hij de 'succesvolste' deelnemer uit Tunesië.

### Overzicht
De tabel geeft een overzicht van de jaren waarin werd deelgenomen, het aantal gewonnen medailles en de eventuele plaats in het medailleklassement.
| Jaar   | Goud · | Zilver · | Brons · | Totaal | Rang |
| 1960   | 0      | 0        | 0       | 0      | -    |
| 1964   | 0      | 1        | 1       | 2      | 29   |
| 1968   | 1      | 0        | 1       | 2      | 28   |
| 1972   | 0      | 1        | 0       | 1      | 33   |
| 1976   | 0      | 0        | 0       | 0      | -    |
| 1980   | -      | -        | -       | -      | -    |
| 1984   | 0      | 0        | 0       | 0      | -    |
| 1988   | 0      | 0        | 0       | 0      | -    |
| 1992   | 0      | 0        | 0       | 0      | -    |
| 1996   | 0      | 0        | 1       | 1      | 71   |
| 2000   | 0      | 0        | 0       | 0      | -    |
| 2004   | 0      | 0        | 0       | 0      | -    |
| 2008   | 1      | 0        | 0       | 1      | 52   |
| 2012   | 2      | 0        | 1       | 3      | 45   |
| 2016   | 0      | 0        | 3       | 3      | 75   |
| 2020   | 1      | 1        | 0       | 2      | 58   |
| 2024   | 1      | 1        | 1       | 3      | 52   |
| Totaal | 6      | 4        | 8       | 18     | -    |

* 2012: De medailles op de 3000 meter steeplechase werden opnieuw toegewezen nadat de Russische Joelia Zaripova haar gouden medaille werd ontnomen, het Tunesische zilver werd alsnog goud

### Per deelnemer
| Editie | Sport     | Olympiër                | Onderdeel                  | Medaille |
| ------ | --------- | ----------------------- | -------------------------- | -------- |
| 1964   | Atletiek  | Mohammed Gammoudi       | 10.000 m (m)               | Zilver   |
| 1964   | Boksen    | Habib Galhia            | halfweltergewicht (m)      | Brons    |
| 1968   | Atletiek  | Mohammed Gammoudi       | 5000 m (m)                 | Goud     |
| 1968   | Atletiek  | Mohammed Gammoudi       | 10.000 m (m)               | Brons    |
| 1972   | Atletiek  | Mohammed Gammoudi       | 5000 m (m)                 | Zilver   |
| 1996   | Boksen    | Fethi Missaoui          | halfweltergewicht (m)      | Brons    |
| 2008   | Zwemmen   | Oussama Mellouli        | 1500 m vrij (m)            | Goud     |
| 2012   | Atletiek  | Habiba Ghribi           | 3000 m steeplechase (v)    | *        |
| 2012   | Zwemmen   | Oussama Mellouli        | 10 km openwater (m)        | Goud     |
| 2012   | Zwemmen   | Oussama Mellouli        | 1500 m vrij (m)            | Brons    |
| 2016   | Schermen  | Inès Boubakri           | floret (v)                 | Brons    |
| 2016   | Taekwondo | Oussama Oueslati        | middengewicht (-80 kg) (m) | Brons    |
| 2016   | Worstelen | Marwa Amri              | weltergewicht (-58 kg) (v) | Brons    |
| 2020   | Taekwondo | Mohamed Khalil Jendoubi | vlieggewicht (-58 kg) (m)  | Zilver   |
| 2020   | Zwemmen   | Ahmed Hafnaoui          | 400 m vrij (m)             | Goud     |

Afghanistan · Albanië · Algerije · Amerikaans-Samoa · Amerikaanse Maagdeneilanden · Andorra · Angola · Antigua en Barbuda · Argentinië · Armenië · Aruba · Australië · Azerbeidzjan · Bahama's · Bahrein · Bangladesh · Barbados · België · Belize · Benin · Bermuda · Bhutan · Bolivia · Bosnië en Herzegovina · Botswana · Brazilië · Britse Maagdeneilanden · Brunei · Bulgarije · Burkina Faso · Burundi · Cambodja · Canada · Centraal-Afrikaanse Republiek · Chili · China · Chinees Taipei · Colombia · Comoren · Congo-Brazzaville · Congo-Kinshasa · Cookeilanden · Costa Rica · Cuba · Cyprus · Denemarken · Djibouti · Dominica · Dominicaanse Republiek · Duitsland · Ecuador · Egypte · El Salvador · Equatoriaal-Guinea · Eritrea · Estland · Ethiopië · Fiji · Filipijnen · Finland · Frankrijk · Gabon · Gambia · Georgië · Ghana · Grenada · Griekenland · Groot-Brittannië · Guam · Guatemala · Guinee · Guinee-Bissau · Guyana · Haïti · Honduras · Hongarije · Hongkong · Ierland · IJsland · India · Indonesië · Irak · Iran · Israël · Italië · Ivoorkust · Jamaica · Japan · Jemen · Jordanië · Kaaimaneilanden · Kaapverdië · Kameroen · Kazachstan · Kenia · Kirgizië · Kiribati · Koeweit · Kosovo · Kroatië · Laos · Lesotho · Letland · Libanon · Liberia · Libië · Liechtenstein · Litouwen · Luxemburg · Madagaskar · Malawi · Malediven · Maleisië · Mali · Malta · Marokko · Marshalleilanden · Mauritanië · Mauritius · Mexico · Micronesië · Moldavië · Monaco · Mongolië · Montenegro · Mozambique · Myanmar · Namibië · Nauru · Nederland · Nepal · Nicaragua · Nieuw-Zeeland · Niger · Nigeria · Noord-Korea · Noord-Macedonië · Noorwegen · Oeganda · Oekraïne · Oezbekistan · Oman · Oost-Timor · Oostenrijk · Pakistan · Palau · Palestina · Panama · Papoea-Nieuw-Guinea · Paraguay · Peru · Polen · Portugal · Puerto Rico · Qatar · Roemenië · Rusland · Rwanda · Saint Kitts en Nevis · Saint Lucia · Saint Vincent en de Grenadines · Salomonseilanden · Samoa · San Marino · Saoedi-Arabië · Sao Tomé en Principe · Senegal · Servië · Seychellen · Sierra Leone · Singapore · Slovenië · Slowakije · Somalië · Spanje · Sri Lanka · Soedan · Suriname · Swaziland · Syrië · Tadzjikistan · Tanzania · Thailand · Togo · Tonga · Trinidad en Tobago · Tsjaad · Tsjechië · Tunesië · Turkije · Turkmenistan · Tuvalu · Uruguay · Vanuatu · Venezuela · Verenigde Arabische Emiraten · Verenigde Staten · Vietnam · Wit-Rusland · Zambia · Zimbabwe · Zuid-Afrika · Zuid-Korea · Zuid-Soedan · Zweden · Zwitserland
Historische landen: Bohemen · Bondsrepubliek Duitsland · Brits-Indië · Duitse Democratische Republiek · Joegoslavië · Malaya · Nederlandse Antillen · Noord-Borneo · Noord-Jemen · Saarland · Servië en Montenegro · Sovjet-Unie · Tsjecho-Slowakije · West-Indische Federatie · Zuid-Jemen
Bijzondere deelnames: Onafhankelijke olympische atleten · Vluchtelingenteam 
 Australazië · Duits Eenheidsteam · Gemengd team · Gezamenlijk Team